# Al-Sarafand
Al-Sarafand (en arabe : الصرفند) est un village arabe palestinien situé près de la côte méditerranéenne au sud de Haïfa. En 1945, il comptait 290 habitants. Il a été dépeuplé durant la Guerre israélo-arabe de 1948-1949.

## Histoire
Des restes de poterie datant de la fin de la période romaine et de la période byzantine ont été trouvés sur le site.
Al-Sarafand était connu des Croisés, mais on ignore la date à laquelle le village a été fondé et l'origine de son nom. Pendant les Croisades, une chapelle et une forteresse ont été construites à cet endroit. Le site a été repris par les forces ayyubides en 1187-1188. Le village apparaît dans le waqf de la tombe (turbe) et de la madrasa d’Amir Qurqamaz en Égypte.

### Époque ottomane
En 1596 Sarafand, est, d'après les archives ottomanes, un village du nahiya (sous-district) de Shafa dans le liwa' (district) de Lajjun. Onze familles, toutes musulmanes, y vivent, soit environ 61 personnes. Les villageois paient une taxe à taux fixe de 25% sur les produits agricoles, notamment le blé, l'orge, des cultures estivales telles le maïs, les haricots, les melons et les légumes, ainsi que l'élevage de chèvres ; un total de 8.500 akçe,.
En 1799, Pierre Jacotin fait apparaître sur sa carte la localité sous le nom de Sarfend. En 1859, le village de Sarafand est décrit comme étant situé sur une éminence entre la plaine et la plage. Le consul Rogers estime que 150 personnes y vivent et y cultivent 16 feddans,. Quatre ans plus tard, Victor Guérin y dénombre 400 habitants,.
L'enquête du Palestine Exploration Fund effectuée en 1873 rapporte qu'il existe un complexe de seize tombes taillées dans la roche au sud du village. Les structures comportent des loculi et des arcosolia.
Une liste de population d’environ 1887 indique que Sarafand compte alors environ 270 habitants; tous musulmans.

### Période du mandat britannique
D'après le recensement de Palestine de 1922, mené à l'initiative des autorités du mandat britannique, Sarafand compte 204 habitants tous musulmans, ce chiffre n'est plus que de 188 en 1931, toujours tous musulmans, répartis en 38 maisons.
L'économie du village repose sur l'agriculture, l'élevage et la saliculture.
D'après les statistiques de 1945, le village compte une population de 290 habitants et ses terres s'étendent sur 5 409 dunams. La population est entièrement musulmane. Au total, 3 244 dounams de terres sont allouées à la céréaliculture ; les terres irriguées et les vergers occupent 22 dounams et le bâti 6.

### 1948 et suites
Au cours de la guerre israélo-arabe de 1948, les habitants s'enfuient en plusieurs étapes. La plupart d'entre eux fuient au début du mois de mai en direction d'Al-Tira et, lorsque ce village est dépeuplé, ils partent pour Jénine. Certains reviennent ensuite et restent à al-Sarafand jusqu'à ce que les forces israéliennes - composées des brigades Carmeli et Alexandroni - occupent le village le 16 juillet 1948. À l'époque, des volontaires de l'Armée de libération arabe et des milices locales défendent al-Sarafand. La plupart des habitants se réfugient sur la ligne sud-est du Wadi Ara, où l'armée irakienne est stationnée. Plus tard, ils traversent le Jourdain et depuis lors, la majorité des réfugiés d'Al Sarafand vit en Jordanie. Un seul ancien villageois d'Al Sarafand est resté en Israël. Les maisons du village n'ont pas été immédiatement démolies par les Israéliens et sont restées vides pendant de nombreuses années. Lorsqu'elles ont finalement été détruites, le seul bâtiment épargné a été la mosquée du village.
Petersen a inspecté la mosquée du village et les voûtes adjacentes en 1994 et a décrit la mosquée comme « un grand bâtiment rectangulaire ressemblant à un cube dressé sur une terrasse près du sommet de la crête sur laquelle il a été construit. L'entrée dans la mosquée s'effectue par une porte située au centre du mur nord. L'intérieur est divisé en deux longs segments à voûtes croisées reposant sur six grands piliers. Le mur ouest face à la mer est percé de quatre fenêtres. Le mihrab est situé au centre du mur sud et peut être vu à l'extérieur comme une projection rectangulaire. À l'ouest du mihrab se trouvent les restes d'un minbar (désormais détruit). Les sections inférieures du mur font environ 1 m. d'épaisseur, tandis que la partie supérieure des murs sud et nord est considérablement plus fine (30 cm). Bien que le bâtiment actuel ne semble pas être très ancien (fin du XIXe ou début du XXe siècle), il semble incorporer une structure antérieure, apparente sur les murs extérieurs. Au sud de la mosquée se trouve une zone rectangulaire de ruines (environ 30 m sur 40 m) contenant plusieurs salles voûtées. Trois d'entre elles sont toujours accessibles. L'une au nord, près de la mosquée, et deux au sud, près de la falaise de la carrière. Chaque voûte mesure environ 7 m de long ; l'une fait 2,52 m de large et l'autre 3,52 m de large. Une enquête plus intensive pourrait révéler un plan de base de cette structure. »

## Restauration de la mosquée
En 1999, l'Association Aqsa pour la préservation des lieux saints islamiques a pris l'initiative de restaurer la mosquée Al-Sarafand. En mai 2000, alors que la restauration est sur le point d'être achevée, la mosquée est détruite dans la nuit par un bulldozer. L'auteur de cet acte n'a jamais été identifié. Les membres de l'association ont recouvert les ruines d'une grande tente et ont assuré une garde du site. L'enlèvement de la tente a été négocié avec les autorités israéliennes. Il était convenu que le site soit clôturé pour le protéger, mais cela n’a pas été le cas et les activistes ont alors construit une structure plus permanente. Celle-ci a été démolie par la police en mars 2002, mais la mosquée en ruine continue d’être utilisée pour les prières du vendredi. Selon le rapport de la Commission Or, mise sur place pour faire la lumière sur les évènements d'octobre 2000, au début de la Seconde Intifada au cours desquels 12 arabes israéliens sont morts, les autorités israéliennes n’ont pas accordé d'autorisation pour la reconstruction la mosquée après sa démolition; une décision qui a contribué à détériorer les relations entre les musulmans locaux et les autorités. Le rapport de la Commission Or affirme également que les organisations islamiques telles que l'association responsable de la reconstruction de la mosquée Al-Sarafand, peuvent utiliser des causes religieuses à des fins politiques. La commission souligne que ce type d'incidents constitue un facteur attisant les tensions entre la population musulmane israélienne et les autorités, et cite les incidents survenus lors de la reconstruction de la mosquée de Sarafand comme un exemple de l'évolution des dynamiques de la relation entre les musulmans et les autorités israéliennes.